# 夜行観覧車
『夜行観覧車』（やこうかんらんしゃ）は、湊かなえによる日本の小説。『小説推理』に2009年8月号から2010年3月号まで連載された後、2010年6月に双葉社から単行本が刊行され、2013年1月に文庫化された。2013年にテレビドラマ化・漫画化されている。

## あらすじ
4年前、分不相応だが、念願叶って憧れの高級住宅街・ひばりヶ丘に一戸建ての家を建て引っ越してきた遠藤家。夢のような生活が始まるかに思われたが、この街は先住の婦人会が街のしきたりや近所づきあいなど全てを仕切り、妻・真弓や娘・彩花は、事あるごとに彼女たちから嫌がらせを受ける。唯一の救いは向かいの高橋家。妻の淳子は真弓に気取りなく接し、ひばりヶ丘の先輩として真弓たちを時に救い、家族ぐるみで遠藤家と高橋家は親しくなる。真弓と淳子は親友のようになり、彩花は高橋家の同学年の息子・慎司に憧れを抱く。だが、中学受験で彩花と慎司は同じ私立校を目指し、慎司は合格するも彩花は受験に失敗、この頃から両家の関係は微妙に変化していく。
その後、この街のシンボルというべき観覧車ハーバー・アイが完成。4年後、高橋家の夫・弘幸が自宅で何者かに襲われ、その後死亡。直後に次男の慎司、そして妻の淳子も姿を消した。遠藤家でも異変は悪化しており、彩花はいじめや母親・真弓の言動への苛立ちによるストレスで家庭内暴力がエスカレートしていき、夫の啓介も何かに怯えている様子である。
遠藤家と高橋家に何が起こり、何が彼らを変えたのか。

## 刊行情報
- 単行本：双葉社、 2010年6月4日 ISBN 978-4-575-23694-1
- 文庫本：双葉文庫、2013年1月4日 ISBN 978-4-575-51552-7

## テレビドラマ
2013年1月18日から3月22日まで毎週金曜日22:00 - 22:54に、TBS系の「金曜ドラマ」枠で放送された。主演は鈴木京香。
キャッチコピーは「もう、戻れない。」。
鈴木はこの作品でそれまで演じたことのなかった平凡な主婦を演じて評価され、第76回ザテレビジョンドラマアカデミー賞主演女優賞を受賞した。

### キャスト

#### 横浜市坂留区ひばりヶ丘

##### 遠藤家
遠藤真弓
演 - 鈴木京香
ひばりヶ丘に一戸建ての家を持つことは現在の経済状況では無謀な決断だったが、狭いマンション暮らしから脱却し、35年の住宅ローンを覚悟して昔から夢に見ていたひばりヶ丘に家を建てる。旧姓：中村。
2013年1月22日から4年前、日本最大級の観覧車・ハーバー・アイが未だ竣工されていないときに引っ越してくる。ひばりヶ丘婦人会の付き合いなどで家計のやりくりが苦しくなり、ベニースーパーでパートを始める。
遠藤啓介
演 - 宮迫博之
真弓の夫。ヤマベ工務店営業部第一課。社内で早期優遇退職を募っていることに一抹の不安を感じている。
高橋家の塗装工事を請け負ったときに弘幸と話している内に会社から独立する話題になり、資本金1000万円を融資しても良いと提案を受ける。
遠藤彩花
演 - 杉咲花
真弓・啓介の娘。横浜市立浦浜小学校児童。目標にしていた清修学院中等部の入学試験に失敗する。
受験に失敗後、公立の浦浜中学に入学し、仲良しの志保らと同じ学校に通えることを喜ぶ。だが、慎司に興味を持った志保から彼の名前を聞かれたときに「知らない」と答えてしまったことや、慎司との接点を持ったことが原因で、仲良しグループから仲間はずれにされ、いじめを受ける原因を作ってしまう。
2017年のドラマ『リバース』で再登場。

##### 高橋家
高橋淳子
演 - 石田ゆり子
弘幸の後妻。一般家庭の家に育ちひばりヶ丘とは無縁の生活を送っていたが、開業医の夫と結婚してから生活が一変する。
歳が近い友人がいないことを寂しく思っていた時に遠藤家が引っ越してきて、婦人部部長・小島から陰湿な嫌がらせを受けている真弓を助けたことで家族ぐるみの付き合いをするようになる。
高橋弘幸
演 - 田中哲司
整形外科病院開業医。2013年1月22日、何者かに自宅で撲殺される。
高橋良幸
演 - 安田章大（少年期：庄司龍成）
長男。弘幸と前妻との間に産まれる。京都大学医学部に合格し、実家から離れて一人暮らしを始める。
父親が事件で死亡し、長男の責任として大学を辞め、事件の風評から家族を守り、安心して暮らせるように家族を養っていく決意を固めたが、「家族のために大学を辞めて、仕事に就いても、亡くなった父親は喜ばない」「いくら仕事に就いても、今の力では家族を守っていくのは無理だから、大学に復学するべきだ」と結城に諭され、大学に戻る。
原作では「たぬき顔で美貌溢れる弟妹たちに比べると華がないが、学はある」という設定。
高橋比奈子
演 - 宮﨑香蓮
長女。清修学院高等部生徒。父親が撲殺された日に弟の試験勉強の妨げにならないよう配慮して、親友・歩美の家に泊まりに行っていた。
高橋慎司
演 - 中川大志
次男。彩花と同い年。父親が撲殺された事件当夜、坂の下のコンビニで買い物してから行方が分からなくなる。清修学院中等部に入学後、学校の成績は散々だったが、1年ながらバスケットボール部のレギュラーに選ばれる。男性アイドルの高木俊介（演：中川大志）とよく似ている。
父親が事件で死亡した後は行方をくらますが、しばらくして家に戻る。
田中晶子
演 - 堀内敬子
淳子の妹。パート先での真弓の同僚。
田中浩次
演 - 榊英雄
晶子の夫。義兄が自宅で殺害されてから淳子や慎司が行方不明になっており、身内が殺人を犯したかもしれない状況で比奈子を預かることに難色を示している。

##### 自治会婦人部
安藤美千代
演 - 長谷川稀世
倉井雅子
演 - 大崎由利子
春崎修子
演 - 長野里美
月岡朝子
演 - 津村純子
小島さと子
演 - 夏木マリ
部長。遠藤家が引っ越してきたあくる日に大量のごみを出されて、迷惑を掛けられたことに根に持ち、嫌がらせを始める。何か嫌なことや問題が生じるとニューヨークに暮らす息子に電話して愚痴を零している。

#### 横浜市立浦浜中学校
村田志保
演 - 吉田里琴
小学生の時は彩花と仲が良かったが、中1の時にバスケットボールの試合で慎司に一目惚れをしたのを機に、慎司と仲のいい彩花を仲間はずれにしていじめていく。アイドルの高木俊介に憧れており、それによく似た慎司に熱を上げている。
佐伯南、堂島陽佳
演 - 岡本夏美、町田佳代
彩花の仲良しグループのメンバーだったが、志保のいじめに協力する。
小久保
演 - 春川恭亮
彩花たちの担任教師。

#### 清修学院
鈴木歩美
演 - 荒井萌
比奈子の親友。
林ゆかり / 木下里沙
演 - 沢井遥 / 普天間みさき
比奈子の同級生。
吉川みどり
演 - 大谷英子
比奈子の担任。

#### 神奈川県坂留警察署
「ひばりヶ丘医師殺人事件」の捜査本部が設置されている。
藤川亙
演 - 南圭介
結城の部下。
山村
演 - 春海四方
結城の同僚刑事。
結城哲也
演 - 高橋克典
刑事第一課第一係長 警部補。真弓の大学時代の同級生。妻と離婚し小学6年生になる息子とは5年も会っていない。

#### その他
呉羽翔太
演 - 鈴木裕樹
ヤマベ工務店営業部第一課で勤務している啓介の部下。
野上明里
演 - 滝裕可里
良幸の彼女。
小島雅臣
演 - 小泉孝太郎
さと子の息子。母親から「マー君」と呼ばれる。赴任先のニューヨークから一時帰国し、日本に戻ってくるのは3月頃になると母親に話す。
妻・里奈が妊娠し、母と一緒に暮らす家では常に監視されているみたいで気が休まらないと、妻の実家で暮らすことにしたと断言する。
うえむら
演 - AI（Special Thanks / 最終話）
真弓の同僚。

### スタッフ
- 原作 - 湊かなえ『夜行観覧車』（双葉文庫）
- 脚本 - 奥寺佐渡子、清水友佳子
- 音楽 - 横山克
- 演出 - 塚原あゆ子、山本剛義、棚澤孝義
- 主題歌 - AI「VOICE」[8][9]（EMIミュージック・ジャパン）
- 演出協力 - 塚原あゆ子
- 演出補 - 棚澤孝義、佐藤敦司
- タイトルCG - 小林恵美
- CG - 中村大輔
- 警察監修 - 伊藤鋼一
- 医療指導 - 浮山越史
- メタルビーズ監修 - 倉橋潤子
- ピアノ指導 - 丸山いづみ
- ヴァイオリン指導 - 竹内いづみ
- プロデュース - 新井順子[10]
- 協力プロデュース - 橋本孝
- プロデューサー補 - 高野英冶
- 製作 - ドリマックス、TBS

### 放送日程
| 各話                                                       | 放送日  | サブタイトル                          | 脚本       | 演出       | 視聴率 |
| ---------------------------------------------------------- | ------- | ------------------------------------- | ---------- | ---------- | ------ |
| 第1話                                                      | 1月18日 | 高級住宅街の殺人! 渦巻く悪意…家族崩壊 | 奥寺佐渡子 | 塚原あゆ子 | 11.7%  |
| 第2話                                                      | 1月25日 | 美しい街に隠された秘密…謎の失踪       | 奥寺佐渡子 | 山本剛義   | 12.2%  |
| 第3話                                                      | 2月01日 | 狂い始める家族の歯車…逃亡する母子     | 奥寺佐渡子 | 塚原あゆ子 | 12.3%  |
| 第4話                                                      | 2月08日 | 夫の秘密と嘘…兄妹たちの残酷な現実     | 清水友佳子 | 山本剛義   | 10.8%  |
| 第5話                                                      | 2月15日 | 加速する悪意…暴走する娘と母の叫び     | 奥寺佐渡子 | 塚原あゆ子 | 11.6%  |
| 第6話                                                      | 2月22日 | 悲しい罪の告白…ついに、犯人逮捕!?     | 清水友佳子 | 山本剛義   | 09.8%  |
| 第7話                                                      | 3月01日 | 事件の夜夫が見たモノ…狂った母2人      | 奥寺佐渡子 | 棚澤孝義   | 11.4%  |
| 第8話                                                      | 3月08日 | 殺された父の本性!? 許し合えない親子   | 奥寺佐渡子 | 塚原あゆ子 | 10.8%  |
| 第9話                                                      | 3月15日 | 最終章〜前編〜事件の夜の家族の悲劇    | 清水友佳子 | 山本剛義   | 11.0%  |
| 最終話                                                     | 3月22日 | 犯人が語る事件の動機…家族の未来       | 奥寺佐渡子 | 塚原あゆ子 | 13.9%  |
| 平均視聴率 11.6%（視聴率は関東地区・ビデオリサーチ社調べ） |         |                                       |            |            |        |

- 同枠では2011年10月期の『専業主婦探偵〜私はシャドウ』以来、5作ぶりに平均視聴率が二桁台を記録し、2011年7月期の『美男ですね』以来、6作ぶりに最終回が二桁台を記録した。

| TBS系 金曜ドラマ                                       | TBS系 金曜ドラマ                     | TBS系 金曜ドラマ                                            |
| 前番組                                                 | 番組名                               | 次番組                                                      |
| ------------------------------------------------------ | ------------------------------------ | ----------------------------------------------------------- |
| 大奥〜誕生［有功・家光篇］ （2012.10.12 - 2012.12.14） | 夜行観覧車 （2013.1.18 - 2013.3.22） | TAKE FIVE〜俺たちは愛を盗めるか〜 （2013.4.19 - 2013.6.21） |

## 漫画
『告白（映画版）』に引き続き、木村まるみによりコミカライズされている。

### 書誌情報
湊かなえ原作、木村まるみ作画、双葉社〈アクションコミックス〉、全1巻
- 2013年3月（2013年3月15日発売）、ISBN 978-4-575-30510-4